# Кербулак (Алматинская область)
Кербула́к (каз. Кербұлақ) — село в Алматинской области Казахстана. Находится в подчинении городской администрации Капшагая. Входит в состав Шенгельдинского сельского округа. Код КАТО — 191637400.

## Население
В 1999 году население села составляло 1932 человека (997 мужчин и 935 женщин). По данным переписи 2009 года в селе проживали 1543 человека (798 мужчин и 745 женщин).